# チャールズ・フロイド
チャールズ・アーサー・フロイド（Charles Arthur Floyd、1904年2月3日 - 1934年10月22日）は1930年代の世界恐慌時代に有名になったアメリカ合衆国のギャング。プリティボーイ・フロイドの呼び名で知られる。

## 生い立ち

### 若い頃
1904年、ジョージア州バートウ郡の農家で、8人兄弟の4番目に生まれた。
善良な両親と祖父母と共に暮らす普通の子供だった。7歳のとき、オクラホマ州の綿花畑が儲かるらしいと聞いた父親は家族を連れてセコイア郡コックソンヒルズに引っ越すが、貧しい暮らしは変わらなかった。
15歳で大農場に出稼ぎに行くのだが、そこには放浪生活をしながら各地から集まって来たアウトローが数多く働いており、一緒に生活するうちに彼らの生き方に感化されたようである。帰ってきたとき両親は息子の変化に気付いていた。
17歳になって1歳年下のルビー・ハードグレイブと結婚し、息子のチャールズ”ジャック”・デンプシーが生まれた。

### 犯罪者へ
18歳のとき地元の郵便局で3ドル50セント（現在の約65ドル相当）を盗んだが、裁判に被告が現れず不起訴となった。その後も友人と商店やガソリンスタンドから金を奪い、セントルイスで給料輸送車を襲撃した容疑で逮捕され3年間服役した。妻は息子を連れてカンザス州の実家に帰った。
"プリティボーイ"・フロイドと呼ばれるようになったのもこの頃である。ポンパドールの髪型を入念に手入れしていた、ボタンアップカラーの白いドレスシャツとスラックス姿で油田採掘現場で働いていた、襲われた店の店員が『リンゴのようなほっぺたの可愛い少年だった』と話した、など諸説あったが本人は非常に嫌っており、故郷のオクラホマ産のチョクトービールにちなんだ「チョック」という愛称を気に入っていたという。
その後フロイドは重大犯罪に関わっていく。
1930年、強盗で警察官を殺害。オハイオ州で銀行強盗で逮捕され懲役15年を言い渡されたが、移送中の列車から飛び降りて逃亡。
1931年、密造酒の売人兄弟が殺害された事件の容疑者に指定され、カンザスシティでは連邦捜査官を殺害。
1932年、オクラホマ州で保安官と撃ち合い負傷させる。同州ボリーのファーマーズ＆マーチャンツ銀行の強盗未遂事件。
オクラホマ州は彼の身柄に6千ドルの懸賞金を約束した。しかし新聞は『銀行を襲って住宅ローンの書類を燃やして貧しい農民の借金を帳消しにした』『貧しい家族や老人を見かけると気前良く金銭を分け与えた』などと彼の美談を報じるようになった。世界恐慌のさなか、彼は大衆の人気者になっていた。

## カンザスシティの虐殺
1933年6月、カンザスシティのユニオン駅前で3人組のギャングが移送中の仲間を助けようと短機関銃を乱射し、捜査局の局員2名と警官2名、囚人1名が惨殺されるという、いわゆる『カンザスシティの虐殺事件』が発生した。
事件から2週間後、捜査局はヴァーノン・ミラー、プリティボーイ・フロイド、フロイドの親友のアダム・リチェッティの3人が実行犯だと発表した。

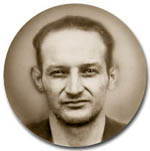
アダム・リチェッティ(1909-1938)

しかし本当にフロイドとリチェッティだったのか、今も歴史研究家の間で大きく意見が分かれている。フロイドが関わった犯罪の中でこれだけが異質であること、当時のギャングは犯罪を自慢し合ったものだがフロイドは一貫して否定し続けたこと、捜査局が提示した証拠や目撃者の証言はいずれも根拠に乏しいことなど不可解な点が多い。

## 逃走

### 逃走
カンザスシティ虐殺事件の少し前、フロイドとリチェッティはファニータとローズというベアード姉妹と付き合い始めた。フロイドとファニータはサンダース夫妻、リチェッティとローズはブレナン夫妻という偽名を使ってニューヨーク州バッファローのアパートに潜んでいた。静かに暮らし、ときどき近所の子供らがお菓子や小銭を貰ったりするので悪い噂は立たなかった。
1934年7月にジョン・デリンジャーが死亡すると、捜査局は「公共の敵No,1」をフロイドに命名した。捜査が強化することを恐れたフロイドは故郷のオクラホマへ逃げようと提案し、ローズに金を渡してフォードのセダンを購入させた。10月18日、4人はフォードで出発したが、オハイオ州ウェルズヴィル辺りで濃霧に遭い、車がスリップして電柱にぶつけてしまった。レッカー車を呼んだが女性は町にいるほうが安全だろうとレッカー車に乗せ、フロイドとリチェッティは道端で待つことにした。
夜が明けた頃、車で通りかかった男性が道端で銃を持って寝ているスーツ姿の2人組を不審に思い通報した。警官2名が到着し、2人は森の中に逃げ込むが撃ち合いになり、リチェッティが肩を撃たれ逮捕された。

### リチェッティの逮捕
リチェッティは自分はリチャード・ザンボーニだと名乗り、一緒にいたのは友人のジェームズ・ウォーレンで金は昨晩カードゲームで勝ったのだと説明した。だが署長は彼らを指名手配中のアダム・リチェッティとチャールズ・フロイドだと確信し捜査局に知らせた。
フロイドは通りかかった車をジャックしたが、間もなくガス欠になってしまい車を降りた(ガス欠は運転手の演技だった)。次に男性2人が乗る花屋の車に乗り込むが、警察の検問が見えたので車を飛び降り森に走った。男性2人は手を挙げて車から降りようとしたが、保安官はフロイドの仲間と勘違いし発砲。1人が足を撃たれ車にも4発が当たった。数日後に捜査局のメルヴィン・パーヴィス捜査官が謝罪に訪れ、仲間が報復に来る恐れがあるのでマスコミの取材は受けないよう忠告したという。

### 最後の晩餐
10月22日。フロイドは森や農場を2日間さまよい、昼過ぎに一軒の農家に辿り着いた。48時間で移動した距離はわずか12キロ。無精髭を生やし紺色のスーツと白いシルクのシャツは酷く汚れていた。
農家の男性に食べ物をくれないか尋ねたが断られたので（この時代は食事を恵んで欲しいと玄関をノックする放浪者は珍しくなかった）道だけ教えてもらった。緊張した様子だったがきちんと礼を言い立ち去ったという。
さらに3キロほど歩き、15時ごろに未亡人のエレン・コンクル夫人の農家に立ち寄った。「昨夜まで森でリス狩りをしていて迷った、食べ物が欲しい」と説明したが、夫人は「夜に狩りをする人などいません」と答えた。するとフロイドは「実は昨夜は酒に酔って覚えていない。空腹なんだ。食事代は支払う」と言った。
夫人は新聞を読まないのでプリティボーイ・フロイドに関する事件を知らなかった。彼の言い分を信じたわけでもなかったが、ポークチョップ、ジャガイモ、ライスプディング、パンプキンパイ、それにコーヒーを用意すると、彼はすぐに平らげ「王様の晩餐会のようだ」と言いながら1ドル紙幣を差し出した。夫人はいらないと言ったがフロイドは皿の下に紙幣を挟んだ。

### 最期
16時すぎ、トウモロコシ畑から戻ってきたコンクル夫人の兄が、フロイドをバス停があるクラークソンまで送ることになった。兄はこの男をすぐにでも連れ出したかった。
フロイドを乗せたT型フォードが出発しようとしたところ、農場に2台のシボレーが入ってきた。1台はメルヴィン・パーヴィスが率いる4人の捜査官、もう1台は3人の地元の警察官が乗っていた。
フロイドは2丁持っていたコルト.45の1丁を抜き「僕を探しに来た。車から離れて」と言いながら車から飛び降り、一瞬どちらに逃げるか迷ったようだが森の方に向かってジグザグに走って行った。捜査官らも車から飛び降りてそれぞれ拳銃、ライフル、ショットガン、トンプソンなど計93発を発砲した。少なくとも140メートルの距離があったが2〜4発が当たりフロイドは倒れた。
捜査官は手錠をかけ、近くの大きなリンゴの木の下に運んだ。フロイドは「2発もやられた」「アダム（リチェッテイ）はどこだ？」「俺はフロイドだ、誰がチクった？」「もう終わりだ、くたばれ」などと言い、撃たれてから約15分後に死んだ。
所持品は、チェーンが付いた銀の懐中時計、現金122ドル（現在の2,300ドル）、装填済みの弾倉、鍵、マッチ、リンゴ2個、それに右手にカメオリングを着けていた。爪や歯はきちんと手入れされ、指紋は当時の多くの犯罪者がやっていたように紙ヤスリのようなもので削ってあった。

## 葬儀
フロイドの死はラジオや新聞で瞬く間に広がった。母親から「息子を晒しものにしないで下さい」という電報が届いたが、遺体は既にオハイオ州イーストリバプールの葬儀場で防腐処理を施し一般公開されており、1万人の見物人が集まった。事件の関係者には記念品としてデスマスクが配られた。
遺体は貨物用トラックで故郷に返された。葬儀はオクラホマ州で最大規模となる2万人以上が弔問に訪れ、お祭りのような騒ぎとなった。修理工場で待っていたベアード姉妹も葬儀に出席した。姉妹は捜査局に連行されたが有益な情報を得られなかったのですぐに釈放された。
フロイドはオクラホマ州エイキンズ墓地に埋葬された。1985年に墓標が盗難に遭ったため建て直されている。 

## 異なる証言
フロイドの最期について、捜査局と警察の証言には食い違いがみられる。現場を指揮した連邦捜査局が地元警察に対し非常に高圧的だったため、軋轢が生じたと考えられる。
事件から40年を経て、元警官チェスター・スミスの告白がタイム誌(1979年9月24日)に掲載された。
捜査官の拳銃では当てられない距離だったので、私が.32口径ウィンチェスターライフルを撃ち、肘に当たって彼の手から拳銃が落ちた。殺したくなかったがまだ逃げようとするので2発目を撃つと肩甲骨の上に命中し倒れた。
パーヴィス捜査官が『離れろ、話がしたい』と言いながらフロイドに駆け寄り何かを質問したが、罵声を返されたので『撃ち殺せ』と命令しホリス捜査官がトンプソンで射殺した。
当時現場にいたウィンフレッド・ホプトン捜査官はこの記事に反論した。
スミス巡査もホリス捜査官もフロイドの近くにいなかった。パーヴィスが『止まれ！』と叫んだが走り続けたので発砲許可を下した。倒れたフロイドに近付いてコルト.45を手から奪い、手錠をかけて近くのリンゴの木まで運んだのだ。
（ホリス捜査官は1ヶ月後にベビーフェイス・ネルソンに射殺された）

## 逮捕後のアダム・リチェッティ
友人のアダム・リチェッティ(29)はミズーリ州カンザスシティに送還され、1935年6月17日に第一級殺人で絞首刑の判決を受けた。弁護士は精神疾患を主張するが正常であると立証された。
最期の日はラジオでワールドシリーズ第2戦を聴いていた。非常に不機嫌で神経質そうに煙草を吸い何度も水を求めた。その後司祭と過ごした。最後の食事は卵、ステーキ、ジャガイモ、ナス、トウモロコシ、パイナップル、クッキー、ケーキだったと記録されている。
1938年10月7日、ミズーリ州刑務所のガス室に入れられ午後12時14分に死亡を確認した。判決は絞首刑だったが、この年から人道的な手段としてガス室を導入しておりミズーリ州では彼が5人目となった。ガス室の椅子に拘束されドアが閉まると彼は大声で叫び続けたという。

## 息子ジャック・デンプシーの記憶
チャールズ・フロイドが18歳で刑務所に入ったのをきっかけに、妻のルビーと息子のジャックはカンザス州コフィーヴィルにある祖父の農家に引っ越した。ジャック・デンプシー・フロイド(1924-1999)は、インタビューでその頃の出来事を話している。
祖父は小作人でとても貧しかった。家の壁は厚さ2センチぐらいの木の板で、祖母が新聞を集めてきて新聞紙と小麦粉と水をペースト状に練ったものを板の隙間に塗って風が入らないようにした。夏は暑く冬は薪ストーブで寒さを凌いだ。
水道はなく、屋根は低くてキッチンと居間の２部屋しかなかった。その両方の部屋にベッドがあり祖父と祖母、母親と暮らしていた。ただ、貧しいけれども農作物はあるし近くの川で魚が釣れたので、空腹で苦しむことはなかった。
父親と会ったのは5歳のクリスマスの頃だった。生まれた直後に別れたので、それが初めての出会いだった。高級そうなスーツを着て、仕草や話し方など何もかもが魅力的でまるで映画スターのようだった。家族にお土産やプレゼントやおもちゃなどをたくさん持ってきてくれた。
父親が犯罪者だとは聞かされていたが、誰も悪く言う人はいなかった。その後も何度も会いにきてその度におもちゃやお金をくれた。子犬を連れてきたこともあった。しかし誰かに見られないように、来るのはいつも深夜だった。
あるとき夜中の3時に豚を持って現れた。『近くで車を降りてタイヤを点検していたら、この豚がこっちを睨んで蹴飛ばしてきたんだよ』とみんなを笑わせた。母はすぐに料理をしてその日はクリスマスのディナーのようなご馳走になった。父は『豚の持ち主は近くの人だろうから見つけたらお金を渡して下さい』と祖父に10ドル紙幣を預けた。
父親にまつわる話しはたくさんの人たちから聞かされた。貧しい人から金品を奪ったことは一度もなく、誰かの家で食事をさせてもらったときや、道端でタイヤの修理を手伝ってもらったときは必ずお金を渡したそうだ。銀行強盗で連れ出した人質に詫びを言い、ウィスキーをご馳走してから開放したという話しも聞いた。

ジャックが小学校に入る頃の約半年間、フロイド一家はアーカンソー州フォートスミスの貸家に住んでいたことがわかっている。家賃はいつも銀貨による前払いで、慈善事業に寄付したこともあり評判が良かったという。
学校では指名手配犯の子供と気付かれないように本名のチャールズ・デンプシー・フロイドをジャック・ハミルトンに換え、それ以来ジャックを名乗るようになった。妻のルビーは「夫はセールスマンでカンザス州を飛び回っているので滅多に家に帰れない」と話していたという。

## 様々な逸話
フロイドには数多くの逸話が残されている。
- オクラホマの教会を訪れて多額の寄付をしたことがあったが、指名手配中の彼を誰も通報しなかった。

- ある田舎の学校では冬に燃料が送られた。

- 捕まる恐れがあるにもかかわらず定期的に教会に通い、父親の命日の頃には必ず墓を訪れた[39]。

- 銀行強盗をしたあと金庫室の書類に火をつけ、住宅ローンや差押えの書類を燃やして大勢の農民を借金や負債から解放した。

これらが本当なのか確証は得られないが、新聞は彼を『コックソンヒルズのロビンフッド』と書き立てた。多くの人々が銀行を敵と見なした大恐慌時代に大衆の人気者であったのは事実である。

## 登場する作品

### 映画・テレビドラマ
- 『捜査局武装せよ』"Guns Don't Argue"　演- ダグ・ウィルソン(1957年 映画）
- 『悪の実力者』"Pretty Boy Floyd"　演- ジョン・エリクソン(1960年 映画）
- 『ギャング王デリンジャー』”Young Dillinger”　演 - ロバート・コンラッド(1965年 映画)
- 『プリティボーイフロイド/明日なき銃弾』"A Bullet for Pretty Boy"  演- フェビアン・フォルテ(1970年 テレビ映画)
- 『デリンジャー』"Dillinger" 演- スティーブ・カナリー(1973年 映画）
- "Story of Pretty Boy Floyd" 演- マーティン・シーン(1974年 テレビ映画）
- 『捜査局対ギャング・カンザスシチーの大虐殺』"The Kansas City Massacle"　演- ボー・ホプキンス（1975年 テレビ映画、マシンガン・ケリーの続編）
- 『ギャングランド/カポネが最も恐れた男』"The Verne Miller Story" 演- アンドリュー・ロビンソン(1987年 テレビ映画）
- 『パブリック・エネミーズ』"Public Enemies" 演- チャニング・テイタム(2009年 映画）
- ”The Last Run of Pretty Boy Floyd” 演- ブライアン・ヴォーン(2016年 ドキュメンタリー）
- ”Good side of a Bad man” 演- エミール・ハーシュ( - 年 映画）

### その他
- ウディ・ガスリー『Pretty Boy Floyd』[41]

歌詞の中で「旅をすると面白い人間に出会う。6丁の銃で強盗をする奴もいれば万年筆で強盗をする奴もいる」と銀行を強盗に揶揄している。
- 探偵「ディック・トレイシー」の敵役のフラットトップはフロイドをモデルにしている。